# Antoni Heda

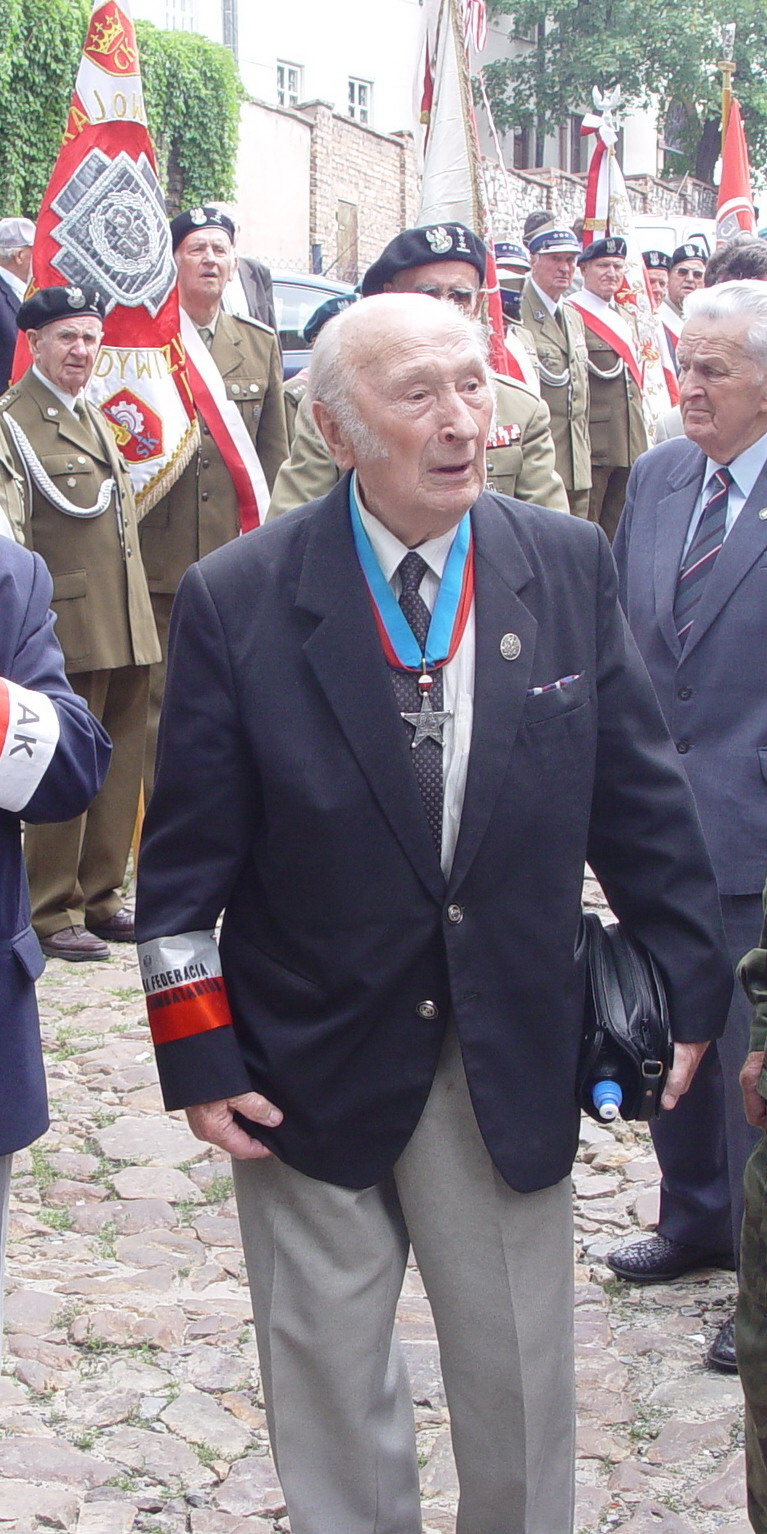
Antoni Heda (2005)

Antoni Heda  (* 11. Oktober 1916 in Małomierzyce in der damaligen Gemeinde Iłża; † 14. Februar 2008 in Warschau) war ein polnischer Widerstandskämpfer und Partisanenführer im Zweiten Weltkrieg.

## Leben

### Vorkriegszeit
Heda war Sohn des Bauern Jan Heda und dessen Ehefrau Antonina und hatte insgesamt acht Geschwister. Nach dem Abschluss einer technischen Oberschule war er in der polnischen Rüstungsindustrie tätig.

### Zweiter Weltkrieg
Als Leutnant der polnischen Armee nahm Heda am Septemberkrieg teil. Nach der Niederlage der polnischen Armee begab er sich mit seinem Vetter Antoni Dziura in das sowjetisch besetzte Ostpolen, um seine Familie dort zu finden. Für den illegalen Grenzübertritt wurde er von den Sowjets verhaftet und in der Festung Brest inhaftiert. Nach dem deutschen  Überfall auf die Sowjetunion wurde er befreit. Kurz danach verhaftete ihn die deutsche Feldgendarmerie. Da er keinen Ausweis hatte und kein Deutsch sprach, wurde er in ein Gefangenenlager der sowjetischen Soldaten gebracht, aus dem er später fliehen konnte.
Mit Hilfe eines Lehrers, der ihm Geld geliehen hatte, konnte er in seinen Heimatort in Zentralpolen zurückkehren. Dort trat er der Heimatarmee bei und wirkte in den nächsten Jahren aktiv gegen die deutsche Besatzung Polens. Im August 1943 befreite er 80 Häftlinge des Gefängnisses in Starachowice, die meisten befreiten Häftlinge verstärkten seine Partisanengruppe. Dann folgten weitere erfolgreiche Aktionen.

### Nachkriegszeit
Nach der Besetzung Polens durch die Rote Armee setzte er seinen Kampf diesmal gegen die Kommunisten fort. In der Nacht vom 4. auf den 5. August 1945 befreite die Partisanengruppe unter seiner Führung ca. 300 Häftlinge aus dem Gefängnis in Kielce, darunter viele politische Häftlinge, die zuvor zum Tode oder langjähriger Haft verurteilt wurden.
Nach der Beendigung seiner illegalen Tätigkeit wurde er im Jahre 1948 unter falschem Namen lebend in Gdynia verhaftet und zum Tode verurteilt. Dank der Unterstützung vieler prominenter Personen, die sich für seine Begnadigung einsetzten, wurde seine Todesstrafe in lebenslange Haft umgewandelt. Nach seiner vorzeitigen Freilassung 1956 war er jahrelang als Berater von Stefan Wyszyński sowie in Solidarność tätig. Im Jahre 2006 wurde Antoni Heda zum Brigadegeneral befördert.

### Auszeichnungen
- Virtuti Militari  (2×)
- Tapferkeitsorden
- Orden Polonia Restituta